# Bellemolen (Denderbelle)
De Bellemolen (ook: Het Fonteintje) is een voormalige windmolen in de tot de Oost-Vlaamse gemeente Lebbeke behorende plaats Denderbelle, gelegen aan de Molenveldstraat 74.
Deze ronde stenen molen van het type grondzeiler fungeerde als korenmolen.

## Geschiedenis
In 1665 werd op deze plaats een standerdmolen gebouwd. Omstreeks 1850 werd de houten standerdmolen door een ronde stenen molen vervangen. In 1855 werd een stoommachine in de molen geplaatst. Naast de windmolen stond nog een rosmolen die boekweit verwerkte. In 1883 was er al sprake van een moulin à farine à vapeur, wat zou kunnen betekenen dat de windkracht geheel door stoomkracht vervangen was. Het wiekenkruis zou toen al verdwenen zijn.
Naast de molen stond een bedrijfsgebouw waarin een zuivelfabriek en later een vleeswarenfabriekje was gevestigd. In 1955 werd het geheel aan een landbouwer verkocht die de gebouwen en de molenromp als bergplaats gebruikte. De molenromp werd sterk ingekort, schuin afgesneden en van golfplatendak voorzien. In 2019 werd de molenromp, evenals het bedrijfsgebouw en andere gebouwen, geheel gesloopt. Op de plaats van deze gebouwen werden woningen gebouwd.